# Neoxantin

All-trans-neoxantin

Neoxantin är en karotenoid av typen xantofyll. Hos växter är det ett mellanled i biosyntesen av växthormonet abskisinsyra. Det produceras av enzymet neoxantinsyntas från violaxantin. Det är ett viktigt xantofyll som bland annat förekommer i bladgrönsaker som spenat. Neoxantin förekommer naturligt i två isomerer: all-trans-neoxantin och 9'-cis-neoxantin. Den förstnämnda formen utgör mindre än fem procent.